# Kulinyi István

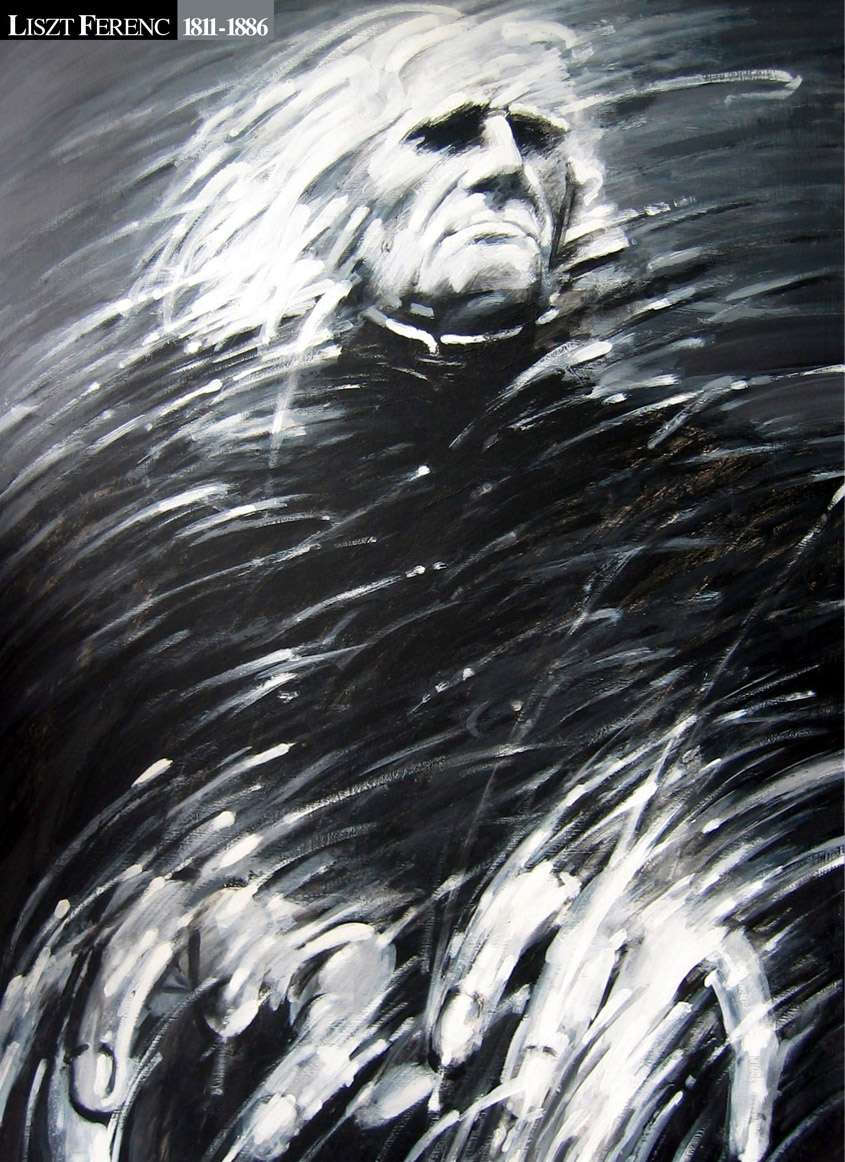
Liszt

Kulinyi István (Innsbruck, 1945, augusztus 22. –), Munkácsy Mihály-díjas magyar dizájner, képzőművész, érdemes művész.
Sokoldalú, kísérletező művész. Első meghatározó mestere Fischer Ernő volt, pályája szuverén művészeti tevékenységét az anyagi szempontok nem terhelik, a sokszor kritikai hangú, moralizáló, vagy éppen a formai kísérleteket igénylő belső világát, alkotói szabadságát a megélhetést biztosító tervezőgrafikai feladatok időnkénti vállalásával védi meg, amelyben szintén sikerül mindig megőriznie saját akaratát, mindenkori magas igényű művészi normáit és szubjektumát, így mindig új, és haladó értéket létrehozva. Budapesten él és dolgozik.

## Életpályája
1973-ban végzett a Magyar Iparművészeti Főiskolán grafikusként. Festészettel, grafikával, tervezőgrafikai, látvány-, tárgy-, és installációs tervezéssel foglalkozik. Műveit ritkán állítja ki. Groteszk, társadalomkritikus ceruzarajzaiból rendezett első fontosabb kiállítását 1979-ben a Csók galériában a szokatlan installálásra hivatkozva a hatalmi bürokrácia egy időre bezárta. A kor elidegenedett tömegemberét ábrázoló rajzai, festményei ugyanakkor Bécsben megértésre találtak. Hasonló grafikai alapú tervezői munkái közül jelentősek a 70-es 80-as évek kulturális plakátjai, így például a Liszt centenáriumi, vagy a sport-, a könyvnapi- és filmplakátjai. Ezeknek az éveknek a fontos vállalásai pl. a TVK számára tervezett egyedi kiállítási installációk és látványok. 1985-ben megszervezi az artplay alkotóközösséget, ahol Artplay névvel művészi kreativitást fejlesztő játékokat, tárgyakat tervez és szabadalmaztat, amelyeket nagy amerikai művészeti vásárokon is bemutat, ezek legfontosabb produktuma a Mobil-mozaik képrendszer, amelynek a fejlesztésével a mai napig foglalkozik. Ezekre az elemekre épült a millennium alkalmával javasolt budapesti fénytorony terve is. Az 1995 évi Budapest-Bécs Expo számára a két várost összekötő fényhidat tervez. 1992 és 1997 között a német Kempinski cég részére készít egyedi, az adott város történelmének, kultúrájának fontos motívumait felhasználó nagy grafikai montázs-sorozatokat, amelyek a budapesti Corvinus, a drezdai Taschenberg Palais és a berlini Adlon szállók tereit dekorálják. A 2001 szeptember 11. következményeire készült festmények és digitális képsorozatok utáni korszak technikai és megújító kísérleteinek jellemző munkája a 2009-ben a Pannon GSM székháza számára készült hatalmas méretű, acélba vágott fejsorozata.
Munkásságának fontos része, hogy felismerve a magyarországi kulturális változásokat és a szakmai hiányokat, hosszú évekig dolgozik a hazai dizájnerek szakmai védelme érdekében is. 1985 -ben a 100 éves magyar plakát tiszteletére egy kortárs plakátkönyvet szerkeszt és tervez, a Mai Magyar Plakát címmel. 1992-ben megszervezi a Magyar Design Kulturális Alapítványt, anyagot gyűjt és megtervezi a Design '92 és '94 könyveket. 1996-ban grafikai szakmai lapot szerkeszt Reklám és Grafika címmel, majd elindítja a Lépés a jövőbe pályázatot.

## Kiállításai

### Fontosabb egyéni kiállítások
- 1967, Iparterv, Budapest,
- 1969, KFKI Klub, Budapest,

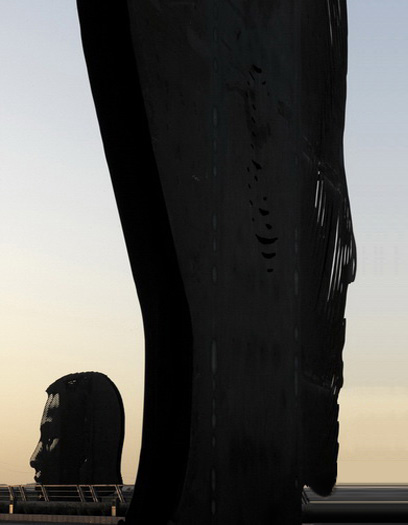
Pannon fejek

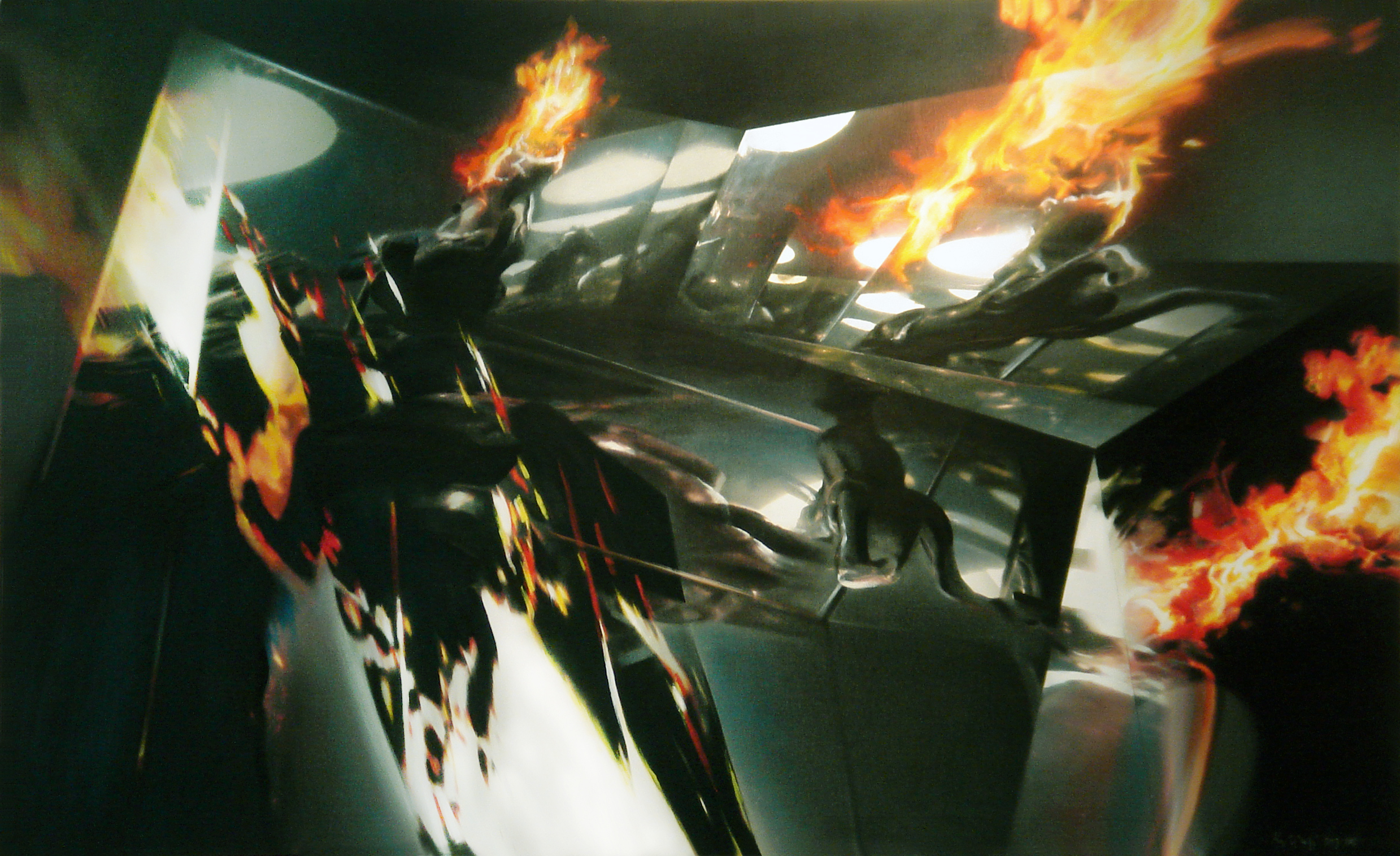
Zöld kép égő lovakkal

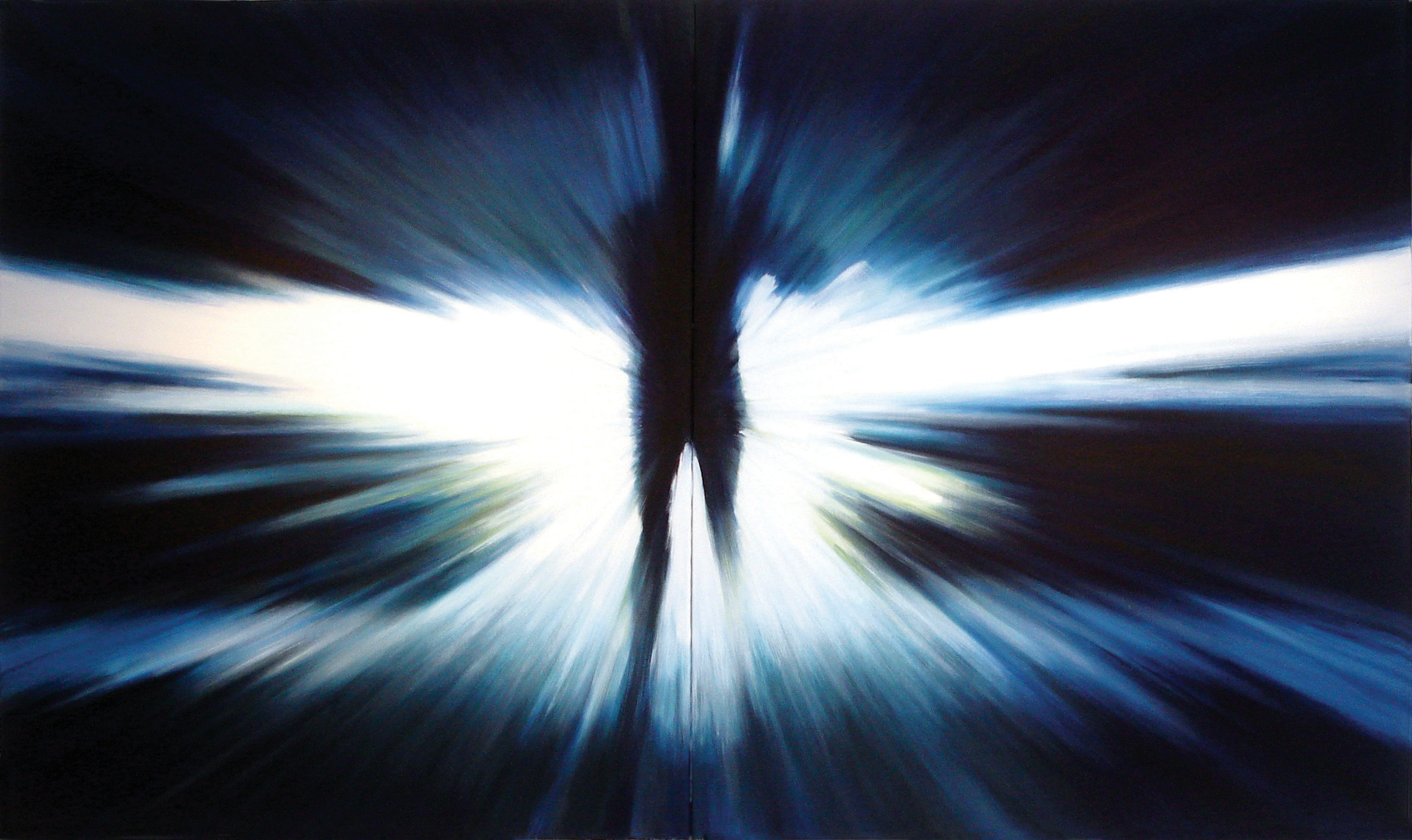
Angyal

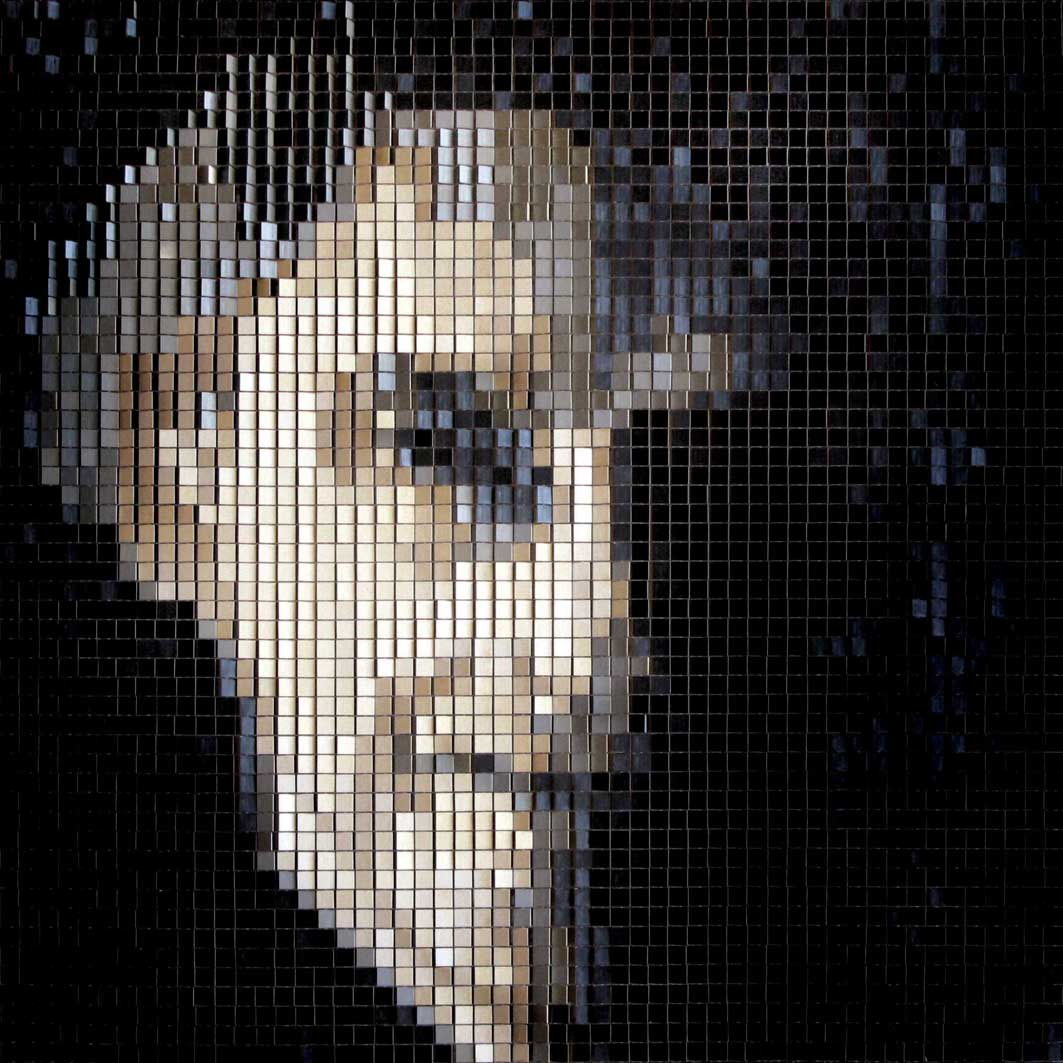
Mozaik önarckép

- 1971, Fiatal Művészek Klubja, Budapest,
- 1975, Fészek Művész klub, Budapest,
- 1976, Madách Színház, Budapest,
- 1979, Csók István Galéria, Budapest,
- 1980, Bartenstein Galéria, Bécs,
- 1984, Dorottya utcai Galéria, Budapest,
- 1986, Arabella Galéria, München,
- 1988, Visus Galéria, Göteborg,
- 1990, Art Expo, Los Angeles,
- 1991, Art Expo, New York,
- 1993, Vigadó Galéria, Budapest,
- 1993, Art Expo, Budapest,
- 2001, Galéria 2000, Budapest,
- 2003, Lineart, Gent, Belgium,
- 2004, Bankcenter Galéria, Budapest,
- 2005, Erdész Galéria, Szentendre,
- 2005, Műcsarnok, Budapest,
- 2008, Magyar Kereskedelmi és Vendéglátóipari Múzeum Escalier Galériája, Budapest,[1]
- 2008, Mono Galéria, Budapest,
- 2009, Szemtől szembe, Mono Galéria, Budapest[2]
- 2024, A kor falán | Kulinyi István naplója, Műcsarnok, Budapest

### Fontosabb csoportos kiállítások
- 1976, 1978, 1980 Krakkói Nemzetközi Grafikai Biennale, Lengyelország,
- 1976, Intergraphic, Berlin, NDK,
- 1976, Kortárs Magyar Grafika, Magyar Nemzeti Galéria, Budapest,
- 1977, Ady kép, Petőfi Irodalmi Múzeum, Budapest,
- 1977, 1979, 1993, 1995, 1998, 2001, 2004 Miskolci Grafikai Biennále, Miskolc,
- 1979, Kortárs Magyar Grafika, Varsó, Berlin,
- 1980, Kortárs Magyar Rajzművészet, MNG, Budapest,
- 1980, Frecheni Grafikai Biennále, Németország,
- 1980, Intergrafica, Katowice, Lengyelország,
- 1980, A kor embere, Sopot, Lengyelország,
- 1981, Bartók Mappa, Duna Galéria, Budapest,
- 1981, Világrajz'81, Billingham, Anglia,
- 1982, 1984 Frecheni Grafikai Biennále, Németország,
- 1985, A 100 éves Magyar Plakát, Műcsarnok, Budapest,
- 1985, 40 Alkotó év, Műcsarnok, Budapest,
- 1988, Tavaszi Tárlat, Műcsarnok, Budapest,
- 1993, Art Expo, Budapest,
- 2000, Millenniumi Festészeti Kiállítás, Műcsarnok, Budapest,
- 2000, Fekete-fehér, Műcsarnok, Budapest,
- 2001, Művészkonyha, Erdész Galéria, Szentendre,
- 2005, Sakk-matt, Nádor Galéria, Budapest,
- 2006, Márai Kiállítás, Home Galéria, Budapest,
- 2006, Magyar Digitgrafika, Berlin, Németország,
- 2008, Petőfi kiállítás, Home Galéria, Budapest,

## Fontosabb díjak
- 1980, A moszkvai olimpia művészeti versenyén III. díj,
- 1984, Frecheni Grafikai Biennálé - különdíj, Németország,
- 1994, Munkácsy Mihály-díj,
- 2006, MAOE életműdíj,
- 2020, Érdemes művész

## Könyvek
- Kulinyi István (szerkesztő és tervező): A mai magyar plakát, Művelt Nép Könyvterjesztő Vállalat, Budapest, 1986
- Kulinyi István (szerkesztő és tervező): Magyar Design '92, Magyar Design Kulturális Alapítvány, Budapest, 1992.
- Kulinyi István (szerkesztő és tervező): Magyar Design '94, Magyar Design Kulturális Alapítvány, Budapest, 1994.
- Kulinyi István (szerkesztő és tervező): Plakát a plakát után, 130 év, 1885-2015, Alapfy Stúdió, Budapest, 2017

### Fontosabb publikációk
- Graphis évkönyvek / Svájc
- World Graphic Design Now / Japán,
- Who’s who in Graphic Design / Svájc
- Design Journal / Soul / Korea